# قلعه اوکیشیئو
قلعه اوکیشیئو (به ژاپنی: 置塩城, Okioshio-jō)، بقایای یک قلعه ژاپنی در دوره موروماچی واقع در شهر هیمه‌جی، هیوگو، استان هیوگو، ژاپن است.